# Rancho Guajome
El Rancho Guajome, o bien Rancho Guajome Adobe y Guajome Ranch House, es una casa de adobe ubicada en el extremo norte de Vista, California. Construida entre 1852 y 1853, se trata de una hacienda colonial española con dos patios.
La casa fue declarada Hito Histórico Nacional en 1970 junto a la Casa de Estudillo. Asimismo, junto a la Casa de Estudillo y a Rancho Camulos, el Rancho Guajome está relacionado con la novela Ramona, obra de Helen Hunt Jackson.